# Weltwissen
Weltwissen kann einerseits das Wissen eines einzelnen Individuums von der Welt und andererseits die Gesamtheit des potenziell verfügbaren Wissens bezeichnen. Weltwissen umfasst das allgemein verfügbare Wissen, wie es in Enzyklopädien gesammelt wird.

## Weltwissen in der Linguistik
In der Textlinguistik wird seit den 1980er Jahren das Wort Weltwissen verwendet. Nahezu synonym dazu sind enzyklopädisches Wissen, kulturelles Wissen, Hintergrundwissen oder Wissenshintergrund. Meistens wird damit außersprachliches Wissen gemeint, das zum Verstehen eines Textes notwendig ist. Im Abgrenzung dazu ist das sprachliche Wissen, womit beispielsweise Kenntnisse in der Grammatik oder im Vokabular gemeint sind. Da jeder Mensch unterschiedlich viel Weltwissen besitzt, spielt dieser Terminus auch eine Rolle in der Frage, inwiefern ein Text eine objektive Bedeutung und Interpretation haben kann (siehe Sapir-Whorf-Hypothese).

## Enzyklopädisches Wissen
Enzyklopädisches Wissen ist Wissen, das aufs Ganze der Welt geht. Es ist das Wissen, das in Enzyklopädien zusammengetragen wird. Natürlich ist es zeitgebunden wie zum Beispiel das Wissen in Johann Heinrich Zedlers „Großes vollständiges Universallexikon aller Wissenschaften und Künste“ aus dem Jahre 1754.

## Weltwissen einer bestimmten Altersklasse
Ein sehr aktuelles spezielles Forschungsthema der Pädagogik und der Entwicklungspsychologie stellt das Weltwissen von Kindern in Relation zu ihrer Allgemeinentwicklung (z. B. das Weltwissen des Klein- und des Vorschulkindes, der Siebenjährigen usw.) und im Kontext zu ihrer jeweiligen kulturellen Umgebung dar. Dabei geht es bisher fast ausschließlich um Wissen im herkömmlichen Verständnis, d. h. um Wissen, das in den dem Bewusstsein zugänglichen Speicherbereichen des Gehirns repräsentiert ist.